# Хижнянська волость
Хижнянська волость — історична адміністративно-територіальна одиниця Уманського повіту Київської губернії з центром у селі Хижня.

### Загальні відомості
У III томі географічного словника Королівства Польського та інших земель слов'янських вказано, що в 1847 році в Хижнянській волості проживало 12286 осіб, а землі було 20862 десятини.
Станом на 1886 рік складалася з 11 поселень, 10 сільських громад. Населення — 10054 осіб (5148 чоловічої статі та 5380 — жіночої), 1812 дворових господарства.
|                     | Площа, десятин | У тому числі орної, дес. |
| ------------------- | -------------- | ------------------------ |
| Сільських громад    | 8941           | 7555                     |
| Приватної власності | 10191          | 7970                     |
| Надільної власності | 912            | 900                      |
| Іншої власності     | 562            | 418                      |
| Загалом             | 20606          | 16843                    |

Основні поселення волості:
- Хижня — колишнє власницьке село за 43 версти від повітового міста, 1814 осіб, 336 дворів, православна церква, школа, постоялий будинок, 4 лавки, паровий і вітряний млини. За 3 версти — винокурний завод із паровим млином.
- Безпечна — колишнє власницьке село при річці Конелка, 755 осіб, 150 дворів, православна церква, школа, 2 вітряних млини.
- Воронів — колишнє власницьке село при річці Угорський Тікич, 1500 осіб, 284 двори, православна церква, школа, 2 постоялих будинки, постоялий двір, постоялий будинок, 3 лавки, 2 водяних млини.
- Зелений Ріг — колишнє власницьке село при річці Угорський Тікич, 1133 особи, 189 дворів, православна церква, каплиця, школа, 2 постоялих будинки, 2 лавки, 2 водяних і 7 вітряних млинів, винокурний завод.
- Червоний Кут — колишнє власницьке село при річці Угорський Тікич, 976 осіб, 164 двори, православна церква, постоялий будинок, лавка, вітряний млин.
- Кривець — колишнє власницьке село, 1441 особа, 269 дворів, православна церква, школа, 2 постоялих будинки.
- Кути — колишнє власницьке село при річці Угорський Тікич, 760 осіб, 146 дворів, православна церква, школа, постоялий будинок, лавка.
- Охматів (Ахматів) — колишнє власницьке село при річці Угорський Тікич, 503 особи, 93 двори, православна церква, школа, кінний млин.
- Побійна — колишнє власницьке село, 511 осіб, 100 дворів, православна церква, постоялий будинок.

Станом на 1885 рік волость належала до третього стану, 13-ї дільниці урядника, 3-ї дільниці мирового судді, 3-ї дільниці судового слідчого, 2-ї дільниці мирового посередника.
Станом на 1888 рік Хижнянська волость за адміністративно-поліцейським поділом належить до третього стану, що у Тальному. За судовим поділом – до другого – уманського судового округу та третьої мирової дільниці уманського повіту. За призовними дільницями з відправлення воєнного обов’язку – до третьої дільниці уманського повіту. Населення волості становило 11882 осіб, дворових господарств було 2355. Також налічувалось три хутори, чотири ферми, одна корчма та один винокурний завод.
|                     | Площа, десятин |
| ------------------- | -------------- |
| Сільських громад    | 4472           |
| Приватної власності | 8901           |
| Надільної власності | 917            |
| Іншої власності     | 565            |
| Загалом             | 14755          |

|            | Площа, десятин |
| ---------- | -------------- |
| Придбано   | 4472           |
| Орендовано | 5009           |

Землевласників було 52. З загальної кількості придбаної землі 974 десятини придбало 3 селян.
Станом на 1892 рік у волості проживало 11429 осіб, сільських громад було 10. 3 стан, 2 дільниця мирового посередника, 3 дільниця судового слідчого, 3 дільниця мирового судді, 3 дільниця з відбування воєнного обов’язку, 18 воєнно-кінська дільниця.
Станом на 1893 рік в Хижнянській волості було посіяно (десятин):
| Посіяно    | озимими | озимими | яровими | яровими | яровими | яровими | яровими | яровими   | яровими  | яровими | яровими | яровими | яровими        | яровими    |
| Посіяно    | пшениця | жито    | жито    | овес    | ячмінь  | гречка  | просо   | кукурудза | картопля | горох   | коноплі | льон    | цукровий буряк | інші хліби |
| ---------- | ------- | ------- | ------- | ------- | ------- | ------- | ------- | --------- | -------- | ------- | ------- | ------- | -------------- | ---------- |
| селянами   | 1650    | 1120    | -       | 837     | 848     | 425     | 407     | -         | 310      | 60      | 31      | -       | -              | -          |
| власниками | 610     | 2680    | 83      | 1136    | 645     | 118     | 567     | 18        | 21       | 112     | -       | 10      | 257            | 74         |

В 1899 році в Хижнянській волості налічувалось як і раніше 10 селянських громад, проте дворів було уже 2411, в тому числі безземельних 154. Населення 11820 осіб: 5821 чоловіків та 5999 жінок. Кількість землі, що належала селянам: надільної 8388 десятин, позанадільної 784 десятини. В тому числі орної 8365 десятин, іншої 807 десятин. Кількість худоби в селян, голів: 2097 коней, 2260 великої рогатої худоби, 5414 овець, 16 кіз, 1467 свиней.
На 1 січня 1898 року нестача грошових мирських повинностей становила 639 Р. 48 К. Кількість відбутих селянами натуральних повинностей 679 Р. 20 К. На 1 січня 1898 року волосних та сільських капіталів становило: на особу 382 Р. 25 К., в позику 2469 Р. 13 К. До надходження грошових повинностей назначено: державних 19810 Р. 59 К., мирських 7426 Р. 1,5 К.
Станом на 1900 рік загальна кількість жителів у волості становила 13192, з них: православних – 12563, євреїв – 615, католиків – 14. На території волості діяло 9 православних церков із церковно-приходськими школами.
Станом на 1910 рік за адміністративно-мировим поділом Хижнянська волость належала до 2-ї дільниці уманського повіту, за слідчим поділом округу Уманського окружного суду до 9-ї дільниці, за судово-мировим поділом до 3-ї дільниці, за призивним поділом з відправлення військової повинності до 3-ї дільниці. Всі дільниці відносились до Маньківки.
Старшинами волості були:
- 1864 — Юхим Черниш[10];
- 1895—1897 — Лаврентій Ант. Мурза[11][12];
- 1899—1900 — В. Люльченко[7];

- 1909—1913 роках — Антип Єлисейович Малярчук[13],[14],[15],[16];
- 1914 — Андрій Павлович Риженко[17];
- 1915 року — Георгій Петрович Коструба[18].

Писарі волості:
- 1864 — Микола Жуга і наступник Андрій Зеленько[10];

- 1895—1897 та 1899—1900 — Іван Лук’янович Лисяний[11][12];
- 1909—1910 — Макар Федорович (Теодорович) Матсенко (Матеєнко)[19][9]
- 1911-1914 — Полікарп Захарович Хомула (в записах також Намула, Хамула)[15][20][16][17];
- 1915 — Микола Федорович Тележинський[18].

### Перша світова війна
Алфавітні списки втрат нижніх чинів в Хижнянській волості у Першій світовій війні, 1914-1918 рр.:
|    | ПІБ                                              | Військ. звання    | Віроспов.      | Сімейний стан | Подія          | Дата події        |
| 1  | Балагуто Василь Констянтинович                   | Рядовий           | Правосл.       | Одруж.        | Зник без вісти | 10.12.1914        |
| 2  | Білопольський Ємельян Терентійович               | Єфрейтор          | Правосл.       | Неодруж.      | Вбитий         | 12.10.1914        |
| 3  | Білоус Василь                                    | Рядовий           | Правосл.       | Одруж.        | Поран.         | 16.08.1914        |
| 4  | Беристижевський Леонтій                          | Рядовий           | Правосл.       | Неодруж.      | Поран.         | 16.08.1914        |
| 5  | Бойченко Юхим Ігнатович                          | Єфрейтор          | Правосл.       | Одруж.        | Вбитий         | 07.10.1914        |
| 6  | Брун Іван Володимирович                          | Рядовий           | Правосл.       | Неодруж.      | Зник без вісти | 20.01.1915        |
| 7  | Бутенко Ілларіон Пилипович                       | Рядовий           | Правосл.       | Одруж.        | Поран.         | 10.11.1914        |
| 8  | Бутенко Онуфрій Іванович                         | Рядовий           | Правосл.       | Одруж.        | Зник без вісти | 11.08.1914        |
| 9  | Бутенко Парфеній                                 | Рядовий           | Правосл.       | Одруж.        | Поран.         | 16.08.1914        |
| 10 | Волк (Вовк) Григорій Власович                    | Мол. унтер-офіцер | Правосл.       | Одруж.        | Поран.         | 13.10.1914        |
| 11 | Гарковенко Марк Пар.                             | Рядовий           | Правосл.       | Одруж.        | Зник без вісти | 12.10.1914        |
| 12 | Гребень Григорій Йосипович                       | Ратник            | Правосл.       | Неодруж.      | Поран.         | 23.02.1915        |
| 13 | Гречка Степан Юхимович                           | Мол. унтер-офіцер | Правосл.       | Одруж.        | Поран.         | 28.03.1915        |
| 14 | Груша Григорій Кіндратович                       | Рядовий           | Правосл.       | Одруж.        | Вбитий         | 04.11.1914        |
| 15 | Гуска Макар Іванович                             | Рядовий           | Правосл.       | Одруж.        | Зник без вісти | 26.08.1914        |
| 16 | Демиденко Олексій Степанович                     | Понтонер          | Правосл.       | Неодруж.      | Контуж.        | 09.10.1914        |
| 17 | Демидовський Григорій Степанович                 | Рядовий           | Правосл.       | Одруж.        | Зник без вісти | 25.08.1914        |
| 18 | Жмут Андрій Йосипович (с. Хижня)                 | Єфрейтор          | Правосл.       | Неодруж.      | Поран.         | 06.10.1914        |
| 19 | Завода Семен                                     | Рядовий           | Правосл.       | Одруж.        | Вбитий         | 17.08.1914        |
| 20 | Загоруйко Максим Антонович                       | Єфрейтор          | Правосл.       | Неодруж.      | Зник без вісти | 11.08.1914        |
| 21 | Задорожний Ілля (с. Вороне)                      | Ст. унетер-офіцер | Правосл.       | Одруж.        | Поран.         | 15.09.-25.09.1914 |
| 22 | Каманчук Андрій Демидович                        | Мол. унтер-офіцер | Правосл.       | Одруж.        | Поран.         | 16.08.1914        |
| 23 | Клавик Андрій                                    | Рядовий           | Правосл.       | Одруж.        | Поран.         | 11.10.1914        |
| 24 | Коваль Лаврентій Іванович                        | Рядовий           | Правосл.       | Одруж.        | Зник без вісти | 25.08.1914        |
| 25 | Ковтун Ігнат Фокович                             | Рядовий           | Правосл.       | Одруж.        | Зник без вісти | 10.08.1914        |
| 26 | Коломеєв Павло Клементійович                     | Стрілок           | Правосл.       | Одруж.        | Поран.         | 02.11.1914        |
| 27 | Коломієць Трохим Пилипович                       | Ст. унетер-офіцер | Правосл.       | Одруж.        | Зник без вісти | 16.01.1915        |
| 28 | Кулик Гаврило                                    | Рядовий           | Правосл.       | Неодруж.      | Поран.         | 17.08.1914        |
| 29 | Кулик Ісая                                       | Рядовий           | Правосл.       | Одруж.        | Зник без вісти | 10.08.1914        |
| 30 | Кумановський Кузьма Миронович                    | Єфрейтор          | Правосл.       | Одруж.        | Поран.         | 19.11.1914        |
| 31 | Лещил Ємельян                                    | Рядовий           | Правосл.       | Одруж.        | Поран.         | 16.08.1914        |
| 32 | Маценко Іван Сергійович                          | Рядовий           | Правосл.       | Одруж.        | Зник без вісти | 10.11.1914        |
| 33 | Науменко Тимофій Андрійович                      | Рядовий           | Правосл.       | Неодруж.      | В полоні       | 15.11.1914        |
| 34 | Нечполь Парамон Петрович                         | Мол. унтер-офіцер | Римо-католичне | Одруж.        | Зник без вісти | 22.10.1914        |
| 35 | Онуфрієнко Артем Миколайович                     | Рядовий           | Правосл.       | Одруж.        | Зник без вісти | 02.08.1914        |
| 36 | Онуфрієнко Семен Павлович                        | Рядовий           | Правосл.       | Одруж.        | Зник без вісти | 25.08.1914        |
| 37 | Палагуто Василь Констянтинович                   | Рядовий           | Правосл.       | Одруж.        | Зник без вісти | 10.08.1914        |
| 38 | Перевертень Юхим                                 | Ст. унетер-офіцер | Правосл.       | Одруж.        | Поран.         | 17.08.1914        |
| 39 | Племянников Ант. Йосипович                       | Єфрейтор          | Правосл.       | Одруж.        | Поран.         | 13.10.1914        |
| 40 | Пономаренко Семен Петрович                       | Рядовий           | Правосл.       | Неодруж.      | Зник без вісти | 10.11.1914        |
| 41 | Пославский Олександр Васильович (с. Красний Кут) | Рядовий           | Правосл.       | Одруж.        | Поран.         | 05.10.1914        |
| 42 | Прищенко Тих. Давидович                          | Рядовий           | Правосл.       | Одруж.        | Зник без вісти | 10.12.1914        |
| 43 | Прокопенко Іван Род.                             | Рядовий           | Правосл.       | Неодруж.      | Зник без вісти | 25.09.1914        |
| 44 | Прокопенко Ром. Корн. (с. Зелений Ріг)           | Рядовий           | Правосл.       | Одруж.        | Зник без вісти | 25.08.1914        |
| 45 | Равенко Юхим                                     | Мол. унтер-офіцер | Правосл.       | Одруж.        | Поран.         | 16.08.1914        |
| 46 | Руженко Андр. Павл.                              | Мол. унтер-офіцер | Правосл.       | Одруж.        | Поран.         | 09.10.1914        |
| 47 | Рибицький Тит Дм. (с. Охматів)                   | Рядовий           | Правосл.       | Неодруж.      | Поран.         | 09.01.1915        |
| 48 | Свинярський Семен Йосипович                      | Рядовий           | Правосл.       | Одруж.        | Зник без вісти | 10.08.1914        |
| 49 | Слабенко Сем. Карп. (с. Красний Кут)             | Рядовий           | Правосл.       | Одруж.        | Зник без вісти | 21.11.1914        |
| 50 | Сорока Аким (с. Вороне)                          | Рядовий           | Правосл.       | Одруж.        | Зник без вісти | 27.09.1914        |
| 51 | Сухаченко Григорий Іванович                      | Рядовий           | Правосл.       | Одруж.        | Зник без вісти | 25.08.1914        |
| 52 | Сиваченко Григорій Іванович                      | Рядовий           | Правосл.       | Одруж.        | Поран.         | 16.08.1914        |
| 53 | Тетченко Андрій Феодотович                       | Єфрейтор          | Правосл.       | Одруж.        | Контуж.        | 16.08.1914        |
| 54 | Трищенко Тихон Давидрвич                         | Рядовий           | Правосл.       | Одруж.        | Зник без вісти | 10.08.1914        |
| 55 | Царюк Калистр. Кондр.                            | Рядовий           | Правосл.       | Одруж.        | Вбитий         | 10.03.1915        |
| 56 | Черната Маркіян Зах.                             | Рядовий           | Правосл.       | Одруж.        | Зник без вісти | 10.08.1914        |
| 57 | Чернега Аким Семенович                           | Рядовий           | Правосл.       | Одруж.        | Зник без вісти | 25.08.1914        |
| 58 | Черноус Михайло Пант.                            | Рядовий           | Правосл.       | Одруж.        | Вбитий         | 13.01.1915        |
| 59 | Чижевский Іван Михайлович                        | Рядовий           | Правосл.       | Одруж.        | Поран.         | 16.08.1914        |
| 60 | Чмига Василь Данилович                           | Рядовий           | Правосл.       | Одруж.        | Зник без вісти | 25.08.1914        |
| 61 | Чмига Микола Данилович                           | Рядовий           | Правосл.       | Одруж.        | Зник без вісти | 25.08.1914        |
| 62 | Швець Петро Вуколов.                             | Рядовий           | Правосл.       | Одруж.        | Поран.         | 16.08.1914        |
| 63 | Швець Терен. Силов. (с. Охматів)                 | Мол. унтер-офіцер | Правосл.       | Одруж.        | Зник без вісти | 02.11.1914        |
| 64 | Щербань Сергій Федорович                         | Ст. унетер-офіцер | Правосл.       | Одруж.        | Поран.         | 07.10.1914        |
| 65 | Юримчук Михайло                                  | Мол. унтер-офіцер | Правосл.       | Одруж.        | Поран.         | 17.08.1914        |
| 66 | Якименко Антон Конон.                            | Рядовий           | Правосл.       | Не вказано    | Поран.         | 12.11.1914        |

В списках народжених та постійних жителів губернії, що знаходилися в губерніях Царства Польського в період до Першої Світової війни згадуються жителі Хижнянської волості: Гонтар Сидор Павлович та Микитюк Парфеній Семенович 1881 року народження.
В архіві УНР МВС (1918-1920 рр.) у справозданнях губерніяльних старост і комісарів є записи також про Хижню та Хижнянську волость. У цих документах повідомляється про становище в повітах, а також з’ясовується настрій населення щодо німецької та австро-угорської військової влади, повстань інспірованих з Росії, військового повстання Директорії, вторгнення большевицької, добровольчої та польської армій на територію України.

У справозданні губерніяльного старости від 17 липня 1918 року по Уманському повіту, згідно зводки про загальний настрій і становище Київської губернії за час з 6 по 14 липня 1918 року по відомостям одержаним від повітових старост, вказано:
В повіті настрій населення спокійний, за винятком Багвянської і Хижнянської волостей, куди роблять набіги банди Шинкаря і Павловського з Таращанського повіту. Банди примусово набирають нових повстанців, грабят, вбивають заможних селян і економічних служачих. Повітовий староста звернувся за допомогою до германського командування. 11 липня. Банда повстанців надійшла до станції Поташ, обстріляла її гарматним та кулеметним вогнем. Германський отряд підпустив повстанців до себе близько, а потім сильним кулеметним та рушничним вогнем розбили повстанців, решта ж розбіглась, при чім підраховано вісім вбитих повстанців і багато поранених. В ночі повстанці попсували желізну дорогу при ст[анції] Яроватка. В Бабанкській, Іваньківській і Хижнянській волостях безладдя продовжується. В Іванків прибули германці, приймаються заходи до охорони Іванківської цукроварні. Повстанці забрали тридцять мішків цукру і сто сімдесят волів. Приступлено до збору трав рапса і ячменю озимого. В повіті нема потрібної кількости хліба.

Справоздання губерніяльного старости від 24 липня 1918, Уманський повіт. Зводка про загальний настрій і становище Київської губернії за час з 14 по 20 липня 1918 року, по відомостям одержаним від повітових старост:
15 липня загін партизанів в м[істі] Буках заарештував надсмотрщика Іваньківської поштово-телеграфної контори, який виїхав для праці на лінію. Надсмотрщик з-під арешту втік, інструменти і телеграфний дріт партизане забрали з собою і заборонили усяку працю по лінії, загрожуючи всім служачим пошт Буків і Іваньок розстрілом. В районі Бабанської, Іваньківської та Худжнянської (Хижнянської?) волостей прибув отряд германського війська для ліквідації повстання в тому районі. 19 липня. В районі Бабанської, Іваньківської та Хижнянської волостей порядок наведено.
Справоздання губерніяльного старости від 3 серпня 1918, Уманський повіт. Зводка про загальний настрій населення Київської губернії за час з 20 по 28 липня 1918 року по відомостям, одержаним від повітових старост:
Відмін в настроєві населення не було, за винятком Хижнянської волості, до якої з Таращанського повіту прибуло одна тисяча душ повстанців. 26 липня повстанці очищають північну частину повіту, в другі частині повіту без змін.